# Remember the Name (песня Эда Ширана)
«Remember the Name» (с англ. — «Запомни это имя») — хип-хоп песня британского певца Эда Ширана из его четвёртого студийного альбома No.6 Collaborations Project, вышедшего в 2019 году, записанная при участии американских рэперов 50 Cent и Эминема. Трек был спродюсирован Максом Мартином, Shellback, Фредом и самим Шираном. Они также выступили авторами песни вместе с Эминемом, 50 Cent, Рэймоном Мюрреем, Патриком Брауном, Рико Уэйдом, Андре Бенджамином и Антуаном Паттоном, последние пятеро принимали участие в сингле Outkast «So Fresh, So Clean» 2001 года.
Песня получила смешанные отзывы от музыкальных критиков, которые отмечали продюсирование, «вдохновлённое Dr. Dre», и критиковали куплеты обоих рэперов. В 2019 году сайт Spin включил «Remember the Name» в свой список худших песен года. Несмотря на это, она попала в чарты разных стран, включая в первую десятку чартов Новой Зеландии и Словакии, а также она попала на третью строчку британского чарта UK R&B Chart. В Великобритании и Канаде трек получил «золотую» и «платиновую» сертификацию соответственно.

## Предыстория
В марте 2016 года менеджер Эминема Пол Розенберг попросил Эда Ширана прислать идеи для песен к Revival. Ширан записал демозапись припева «River» с барабанами, гитарой и фортепиано в студии Рассела Кроу и отправил его Розенбергу, но ответа не было до мая следующего года. «River» стала вторым синглом альбома Эминема, а вокал певца был добавлен. В интервью BBC News Эд сказал, что хотел бы сотрудничать с рэпером над ещё двумя песнями — «интроспективной историей» и «более дерзкой песней, походящей на ранние альбомы Маршалла».
По его словам, «River» достигла его цели, поэтому английский музыкант обратился к рэперу 50 Cent для создания тройной совместной песни. Эд встретил 50 Cent в гримёрке Эминема: «Я зашёл в гримёрку Эминема, и там был 50 Cent. Я подумал, что так и должно быть». Ширан посчитал, что решение записать трек сразу с двумя рэперами докажет, что заявления его недоброжелателей о том, что певец не умеет читать рэп, не будут иметь значения. «Remember the Name» была записана в декабре 2018 года. 50 Cent на следующий день вспоминал: «Прошлой ночью я записал совместную песню с Эминемом и Эдом Шираном, мне было так весело, и мы получили немного тепла».

## Запись и выход
«Remember the Name» спродюсирована Максом Мартином, Shellbeck, Фредом и самим Шираном. За её написание отвечала вышеперечисленная четвёрка, рэперы, а также Патрик Браун, Рэймон Мюррей, Рик Уэйд, Андре Бенджамин и Антуан Паттон; последние пятеро использовали мотив музыки Outkast «So Fresh, So Clean» 2001 года, над которым работали. Мартин и Shellbeck отвечали за программирование и клавишные, а Ширан играл на гитарах. Фред же играл на ударных, клавишных, регулировал басы и также отвечал за программирование. Звукорежиссёрами выступили Кай Миллер и Майкл Илберт. Куплет Эминема был записан Майком Стрэнджем, Тони Кампаной и Джо Стрэнджем. Запись трека проходила в трёх студиях — MXM Studios в Стокгольме, Promised Land Music Studios в Лондоне и Effigy Studios в Детройте. В последней студии песня была сведена Майком Стрэнджем. «Remember the Name» вышла в четвёртом студийном альбоме Ширана No. 6 Collaborations Project 12 июля 2019 года.

## Композиция и тематика текста
«Remember the Name» — хип-хоп песня, записанная в тональности ми минор с темпом в 91 удар в минуту. Песню начинанет Эд Ширан со своим «лёгким рэпом», в дальнейшем пойдут куплеты Эминема и 50 Cent, в которых оба рассказывают о своём восхождении к славе. В первом куплете упоминается город Ипсуич — «I was born a misfit / Grew up 10 miles from the town of Ipswich». Эд говорил, что данные строчки для него «личные» и «забавные», поскольку Эминем никогда не узнает, где находится этот город. Ширан в песне рассказывает о том, как в начале его карьеры в нём сомневались как в рэпере и всячески отговаривали его: «Stick to singing, stop rappin’ it’s Christmas». В своей партии он также говорит о наркотиках, славе и статусе и восхваляет Маршалла и Кёртиса. Инструментовка песни включает стаккато гитар, толчённые звуки пианино, щипковые струнные и синтезаторы, а мелодия сделана в стиле «топот-прихлоп в такт». Свою партию и припев Эд исполняет в манере Nate Dogg. Эминем же в своём куплете рассказывает о своей неприязни к джинсам скинни, сложных схем рифмовки и бросается отсылками к своему прорывному синглу «My Name Is» 1999 года. 50 Cent воспевает о своей роскошной жизни, дизайнерской одежде и положении в рэп-индустрии. Ширан и 50 Cent настаивают в песне на том, что «тебе пора запомнить их имена».

## Отзывы критиков
После выхода No.6 Collaborations Project, песня получила смешанные отзывы от музыкальных критиков. Рецензент сайта HipHop-N-More под ником «Navjosh» назвал песню «запоминающейся» и сравнил её мелодию с работами Dr. Dre. Он также заявил, что в отличие от других совместных песен Ширана в альбоме, «Remember the Name» его не разочаровала. Митч Финдли из HotNewHipHop отмечал «винтажно звучащую мелодию» и «ностальгическую аранжировку», добавив, что Эминем сдерживался несмотря на свою резкость в куплете, а 50 Cent всё ещё харизматичен. Джейми Лейло из Elite Daily похвалил тексты троицы и сказал, что трек «может выдержать проверку времени».
В неоднозначной рецензии Эндрю Унтербергера из Billboard писалось, что текст 50 Cent звучит «немного фальшиво», а Эминем использует большое, но ненужное количество каламбуров, но в качестве плюсов отмечали продюсирование, «вдохновлённое Dr. Dre» и исполнение Ширана в припеве. Резюмируя, Эндрю похвалил Эда за осуществление своей мечты о коллаборации с двумя рэперами: «Это такая ситуация, в которой вам, вероятно, даже в голове не уложится. Вы просто не можете не похвалить Ширана за то, что воплотил свою мечту в жизнь». Аарон Уильямс из Uproxx описал песню как «странное лоскутное одеяло из разных стилей и концепций» и не предвидел в ней длительного успеха, хотя и назвал его «довольно крутым» в контексте альбома . Рецензентка HipHopDX Бернадетт Джакомаццо отмечала, что из куплетов Эминема и 50 Cent, Ширан «кажется лишним».
Ник Левин из NME писал, что несмотря на предыдущее эффективное сотрудничество в лице «River», «Remember the Name» является дрянной джем-ретроспективой, в котором ещё пригласили 50 Cent для добавления ретро-флюидов, почти похожей на пародию. Он также критиковал отсылку на Ипсуич: «Она звучит так, словно он пригласил Дэвида Брента для написания рифм». Сет Уилсон из Slant Magazine сравнил куплет Эминем с кем-то, кто «производит довольно хорошее впечатление на Эминема в караоке-баре». В заключение, он написал, что эта песня, по сути, «представляет собой одно большое хвастовство». Крис Уиллман из Variety и Мальвика Падин из Clash высказали идентичное мнение, и им не понравилась песня несмотря на участие именитой троицы.
Несмотря на то, что Алексис Петридис из The Guardian положительно оценил альбом No.6 Collaborations Project, он заявил, что песня «не сработала», отмечая, что «в рэпе Эминема, в котором он втыкает гвозди в свои глаза рядом с Шираном, играющем в Ипсуиче, есть что-то неприятное». Майкл Графф из The Observer назвал трек «горестным». Равия Камейр из Pitchfork заявила, что Ширан никогда не мог читать рэп, а Эминем и 50 Cent только подтвердили, что «прошли свои пик как рэперы». Камейр также подметила, что «Ширану следует воздержаться от своих рэп-скиллов». Редакция сайта Spin включила её в свой список худших песен 2019 года — по словам редакторов, «песня предлагает необычайно свободный взгляд на груды модных остатков, которые певец собирает между своими альбомами с неконтролируемым бюджетом и непоследовательным видением».

## Коммерческий успех
Будучи рядовой песней, «Remember the Name» попала в чарты разных стран — она заняла первое место в UK Singles Chart и третье в UK R&B Chart в Великобритании. Британская ассоциация производителей фонограмм сертифицировала песню как «золотую». В Billboard Hot 100 и Billboard Hot R&B/Hip-Hop Songs «Remember the Name» заняла 57 и 22 место соответственно. В Канаде трек замкнул двадцатку чарта, а организация Music Canada наградила его «платиновым» сертификатом. В словацком чарте Singles Digitál Top 100 она попала на девятую строчку, а в чартах Финляндии и Чехии — одиннадцатое и тринадцатое соответственно. В Швеции «Remember the Name» дебютировала на двадцатом месте, на 22-м в Дании; в обоих чартах стран она провела три недели. В Норвегии и Германии песня попала на 24 и 29 место соответственно.

## Наследие
Несмотря на довольно прохладный приём со стороны музыкальных критиков, для Эминема и Эда Ширана это был не последний совместный трек — в 2020 году музыканты выпустят «Those Kinda Nights» в десятом альбоме Маршалла Music to Be Murdered By, а в 2022 году рэпер включил в свой сборник хитов Curtain Call 2 «River». Сам британский музыкант же включил «Remember the Name» в свою тройку лучших достижений в карьере, а приглашённая певица Камила Кабельо, исполнявшая с Эдом «South of the Border», назвала эту коллаборацию с рэперами своей любимой на No.6 Collaborations Project.

## Участники записи
Запись
- Записано в MXM Studios в Стокгольме, Швеция; Promised Land Music Studios в Лондоне, Великобритания; в Effigy Studios в Детройте, США.

Участники записи
- Эд Ширан — вокал, гитары, продюсирование, автор песни
- Эминем — вокал, автор песни
- 50 Cent — вокал, автор песни
- Макс Мартин — программирование, клавишные, продюсирование
- Фред — ударные, клавишные, гитара, басы, программирование, продюсирование
- Патрик Браун — автор песни
- Рэйман Мурра — автор песни
- Рико Уэйд — автор песни
- Andre 3000 — автор песни
- Big Boi — автор песни
- Кай Миллер — звукорежиссёр
- Майкл Илберт — звукорежиссёр
- Тони Кампана — запись
- Джо Стрэндж — запись
- Майк Стрэндж — запись, сведение

Авторы приведены согласно цифровому буклету альбома No.6 Collaborations Project.

## Чарты
| Чарт (2019)                           | Высшая позиция |
| ------------------------------------- | -------------- |
| Австралия (ARIA)                      | 15             |
| Канада (Billboard Canadian Hot 100)   | 20             |
| Чехия (Singles Digitál Top 100)       | 11             |
| Дания (Tracklisten)                   | 22             |
| Финляндия (Suomen virallinen lista)   | 13             |
| Франция (SNEP)                        | 145            |
| Германия (GfK)                        | 29             |
| Италия (FIMI)                         | 84             |
| Литва (AGATA)                         | 22             |
| Нидерланды (Single Top 100)           | 45             |
| Новая Зеландия (Recorded Music NZ)    | 10             |
| Норвегия (VG-lista)                   | 24             |
| Румыния (Airplay 100)                 | 68             |
| Словакия (Singles Digitál Top 100)    | 9              |
| Швеция (Sverigetopplistan)            | 20             |
| Великобритания (OCC UK Hip Hop/R&B)   | 3              |
| США (Billboard Hot 100)               | 57             |
| США (Billboard Hot R&B/Hip-Hop Songs) | 22             |

## Сертификации
| Регион                                                                      | Сертификация | Продажи |
| --------------------------------------------------------------------------- | ------------ | ------- |
| Канада (Music Canada)                                                       | Платиновый   | 80 000  |
| Великобритания (BPI)                                                        | Золотой      | 400 000 |
| Данные о продажах + прослушиваниях приведены только на основе сертификации. |              |         |